# Doune Castle
Doune Castle en middelalder fæstning ved landsbyen Doune i Stirling-området i det centrale Skotland. Borgen ligger i et skovområde, hvor åen Ardoch løber sammen med floden Teith. Den ligger omkring 13 km nordvest for Stirling, hvor Teith læber sammen med floden Forthwhere the Teith flows into the River Forth. Ca. 13 km oppe af floden nordvest for byen Callander ligger Trossachs på grænsen til Det skotske højland.
Nyere forskning viser, at Doune Castle  blev opført i 1200-tallet og sandsynligvis blev beskadiget under den skotske uafhængighedskrig, før den blev genopbygget i sin nuværende form i slutningen af 1300-tallet af Robert Stewart, hertug af Albany (ca. 1340–1420), der var søn af Kong Robert 2. af Skotland og regent af Skotland fra 1388 til sin død. Hertug Roberts fæstning er bevaret uden de store ændringer og er stadig meget intakt. Hele borgen er nok opført i én omgang. Borgen overgik til kronen i 1425, hvor Albanys søn blev henrettet, og den blev brugt som kongeligt jagtslot og enkebolig. I slutningen af 1500-tallet overgik Doune til jarlerne af Moray. Fæstningen blev brugt under Krigen i de tre kongeriger og Glencairn-oprøret midt i 1600-tallet og Jakobitoprørerne i slutningen af 1600-tallet og 1700-tallet. Omkring 1800 var borgen ruin, og der blev udført restaureringsarbejde i 1880'erne, inden den overgik til statens ejendom i 1900-tallet. Den  drives af Historic Environment Scotland.
Som følge af den oprindelige bygherres status viser Doune tidens ideer om, hvordan en kongelig fæstning skulle se ud. Den blev opført som en borggård med en række bygninger på hver side, selvom det kun var bygningerne på den nordlige og nordvestlige side, der blev færdiggjort. Fæstningen består af et stort beboelsestårn over indgangsporten, der indeholder værelser til borgherren og hans familie, og et separat tårn med køkken og gæsteværelser. De to områder er forbundet af en stor hal. Stenarbejdet stammer næsten udelukkende fra 1300-tallet, med enkelte små reparationer, der blev udført i 1580'erne. Restaureringen i 1880'erne erstattede det oprindelige tømmer i loftet og gulvene samt andet interiør.
Doune Castle er brugt i flere film og særligt i Monty Python og de skøre riddere (1979).